# Ganshoren
Ganshoren este una din cele 19 comune din Regiunea Capitalei Bruxelles, Belgia. Este situată în partea de nord-vest a aglomerației Bruxelles, și se învecinează cu comunele Jette, Koekelberg și Berchem-Sainte-Agathe din Regiunea Capitalei și cu comuna Asse situată în Regiunea Flandra.

## Orașe înfrățite
- Rusatira, Ruanda

1. ↑  Totale oppervlakte volgens het Kadasterregister, België, gewesten en provincies (în neerlandeză), Algemene Directie Statistiek[*]
2. ↑  GeoNames, accesat în 9 iulie 2017